# フェルディナント1世 (神聖ローマ皇帝)
フェルディナント1世（ドイツ語：Ferdinand I, 1503年3月10日 - 1564年7月25日）は、神聖ローマ皇帝（在位：1556年 - 1564年）でオーストリア・ハプスブルク家当主。ボヘミア国王・ハンガリー国王（在位：1526年 - 1564年）。神聖ローマ皇帝マクシミリアン1世の長男フィリップとカスティーリャ女王 フアナの間の次男で、先代皇帝カール5世（スペイン国王 カルロス1世）の弟。1531年から1556年までは兄の皇太弟としての共同ローマ王だった。スペインで生まれ育ち、スペイン名はフェルナンド。ローマ王時代はオスマン帝国の攻撃に耐え抜き、皇帝時代は宗教改革後の帝国をうまく宥め50年の平和を作り出した。

## 生涯
1503年3月10日、カスティーリャ王国のアルカラ・デ・エナーレスで生まれる。母方の祖父フェルナンド2世に因んで名付けられた。スペインで育ち、スペイン語が母語であったため、スペインの人々はフェルナンドのスペイン王位継承を望んでいたが、1516年にフランドルで生まれ育った兄カルロスとトレードされるような形でオーストリアへ趨き、生涯スペインに戻ることはなかった。それでも離れて育った兄弟の初対面は成功し、兄とは生涯良好な関係を保った。また1515年に祖父マクシミリアン1世により、ボヘミアとハンガリーの国王ウラースロー2世の娘アンナとの結婚とフェルディナントの妹マリアとアンナの弟ラヨシュ2世との結婚（ウィーン二重結婚）が定められるが、この時点ではアンナ王女の夫はカールかフェルディナントか決定されていなかった。最終的に結婚相手を将来の皇帝であるカールではなくフェルディナントに決めると、ハンガリー側からは猛反発を受けた。しかし結果として、フェルディナントとアンナの2人にとっては幸福な結婚となった。
1521年、マクシミリアン1世の遺領分割で、兄カール5世の叡慮によりオーストリアを相続し、リンツでアンナと結婚した。1526年、モハーチの戦いで義弟ラヨシュ2世が戦死したため、ボヘミア王位とハンガリー王位が空位となると、フェルディナントはこの2か国の王位を継承し、ハプスブルク帝国成立の礎を築いた。しかし、オスマン帝国の後ろ盾でトランシルヴァニア領主サポヤイ・ヤーノシュがハンガリー国王（対立王）に即位し、崩御後はその子ヤーノシュ・ジグモンドが即位したため、ハンガリー全土を実効支配することは出来なかった。また、1529年にはいわゆる第一次ウィーン包囲も受けている。この時はルター派諸侯の力を借りている。
カール5世の皇帝在位中の1531年に、アーヘンでローマ王の戴冠を受けた。1549年にフェルディナントとその子孫の帝位世襲が取り決められ、ドイツで問題になっていたカトリックとプロテスタントの宥和に尽力、1552年にパッサウ条約、1555年にアウクスブルクの和議を結んだ。1556年にカール5世の退位を受けてフェルディナントが帝位を継承した。
ボヘミア・ハンガリーでは王権の強化を図り、ハンガリーでは失敗したが、ボヘミアではある程度成功し、1547年にシュマルカルデン戦争に乗じて起こった反乱を鎮圧、ハプスブルク家のボヘミア王位の世襲を認めさせ、1556年のイエズス会招聘や1561年のプラハ大司教の復活など対抗宗教改革の導入にも尽力した。
1564年、61歳で崩御した。遺領は3分割され、長男のマクシミリアン2世が神聖ローマ皇帝・ボヘミア国王・ハンガリー国王を、次男のフェルディナント2世がチロル伯領を、三男のカール2世がシュタイアーマルク公国・ケルンテン公国・クライン公国をそれぞれ継承した。
兄との生前の取り決めでは、フェルディナント1世の次は甥（兄の息子）フェリペが帝位を継承し、以後カール5世とフェルディナント1世の家系が交互に継承することになっていたが、これは無視されて次の皇帝にはフェルディナント1世の息子マクシミリアン2世が即位した。スペイン・ハプスブルク家もこれを容認したため、以後もフェルディナント1世の家系、オーストリア・ハプスブルク家が帝位を世襲していくことになる。

## 人物
宗教面ではカトリックとプロテスタントの両立を図り、ドイツではアウクスブルクの和議締結（1555年）に尽くした。ボヘミアでもプロテスタント（フス派）の弾圧をせず穏健な手段を選び、カトリックの教育機関の設立、プラハ大司教の再設置などで徐々にカトリック化する方針にした。ただし、フス派の一派であるモラヴィア兄弟団は領国から追放、息子マクシミリアン2世のプロテスタント寄りの姿勢を改めさせるなど厳格な姿勢で臨む例もあった。
文化面では、若い時代をスペイン宮廷で過ごしたフェルディナント1世は、食文化を中心とするスペインの宮廷文化をウィーンに伝えようとした。1523年には貴族の子女を対象としたウィーン初の料理学校を設立、宮廷晩餐会の規則も整備した。ボヘミアでは王妃アンナのためにプラハ城の北に離宮を建設、イタリア貴族と姻戚関係を結んでいた影響でルネサンスが普及、有力貴族たちの宮殿建設やイタリアの文化・学問が広まっていった。
母方の祖父の下、謹厳なスペイン宮廷で兄弟姉妹と離れて育ったが、明朗快活であり、肉親に対して温かな愛情をしばしば示した。ハンガリー王室との婚姻の際に実妹であるマリアと初めて対面したが、周囲をはばからず、初対面の妹に駆け寄り抱きしめたエピソードがある。兄であるカール5世とともに育ち、強い信頼関係を築いていたマリアと良好な関係を持てたことは、後に兄と弟の家系で帝位継承が議論された際に大きく寄与することになる。

## 子女
妃アンナとの間には15人の子がおり、ハプスブルク家の多産の伝統の先駆けである。
- エリーザベト（1526年 - 1545年） - ポーランド国王 ジグムント2世妃
- マクシミリアン2世（1527年 - 1576年） -　神聖ローマ皇帝 マクシミリアン2世
- アンナ（1528年 - 1590年） - バイエルン公 アルブレヒト5世妃
- フェルディナント2世（1529年 - 1595年） - 前方オーストリア大公・チロル伯。フィリッピーネ・ヴェルザーとの貴賎結婚で知られる。
- マリア（1531年 - 1581年） - ユーリヒ＝クレーフェ公 ヴィルヘルム妃
- マグダレーナ（1532年 - 1590年） - ハル女子修道院長
- カタリーナ（1533年 - 1572年） - マントヴァ公 フランチェスコ3世妃・ポーランド国王 ジグムント2世妃
- エレオノーレ（1534年 - 1594年） - マントヴァ公 グリエルモ妃
- マルガレーテ（1536年 - 1566年） - 修道女
- ヨーハン（1538年 - 1539年）
- バルバラ（1539年 - 1572年） - フェラーラ公 アルフォンソ2世妃
- カール2世（1540年 - 1590年） - 内オーストリア大公・フェルディナント2世の父。
- ウルスラ（1541年 - 1543年）
- ヘレーナ（1543年 - 1574年） - 修道女
- ヨハンナ（1546年 - 1578年） - トスカーナ大公 フランチェスコ1世妃

## 系譜
| フェルディナント1世 | 父 ブルゴーニュ公 フィリップ4世 | 祖父 神聖ローマ皇帝 マクシミリアン1世 | 曽祖父 神聖ローマ皇帝 フリードリヒ3世 |
| フェルディナント1世 | 父 ブルゴーニュ公 フィリップ4世 | 祖父 神聖ローマ皇帝 マクシミリアン1世 | 曽祖母 ポルトガル王女 エレオノーレ[1] |
| フェルディナント1世 | 父 ブルゴーニュ公 フィリップ4世 | 祖母 ブルゴーニュ女公 マリー          | 曽祖父 ブルゴーニュ公 シャルル[2]     |
| フェルディナント1世 | 父 ブルゴーニュ公 フィリップ4世 | 祖母 ブルゴーニュ女公 マリー          | 曽祖母 イザベル・ド・ブルボン         |
| フェルディナント1世 | 母 カスティーリャ女王 フアナ    | 祖父 アラゴン国王 フェルナンド2世     | 曽祖父 アラゴン国王 フアン2世         |
| フェルディナント1世 | 母 カスティーリャ女王 フアナ    | 祖父 アラゴン国王 フェルナンド2世     | 曽祖母 フアナ・エンリケス             |
| フェルディナント1世 | 母 カスティーリャ女王 フアナ    | 祖母 カスティーリャ女王 イサベル1世   | 曽祖父 カスティーリャ国王 フアン2世   |
| フェルディナント1世 | 母 カスティーリャ女王 フアナ    | 祖母 カスティーリャ女王 イサベル1世   | 曽祖母 ポルトガル王女 イサベル[3]     |

[1]の父はポルトガル王ドゥアルテ1世。ジョアン1世の子で、弟にエンリケ航海王子や[3]の父ジョアン、妹に[2]の母イザベルがいる。よって、[1]と[2]と[3]は、共にジョアン1世を祖父とするいとこ同士となる。
兄カール5世（スペイン国王カルロス1世）の他、姉妹に
- レオノール（ポルトガル国王マヌエル1世妃・フランス国王フランソワ1世妃　1498年 - 1558年）
- イサベル（デンマーク国王クリスチャン2世妃　1501年 - 1526年）
- マリア（ボヘミア国王・ハンガリー国王ラヨシュ2世妃　1505年 - 1558年）
- カタリナ（ポルトガル国王ジョアン3世妃　1506年 - 1578年）

がいる。